# Моисей (епископ Тверской)

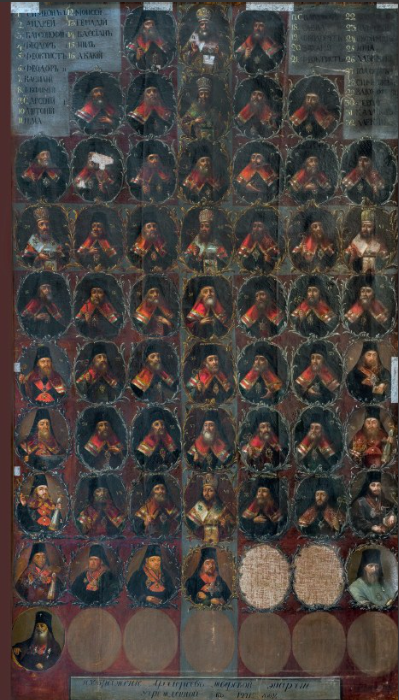
Портреты епископов Тверских от Симеона до Евсевия, кон. XVIII - сер. XIX вв. Портрет еп. Моисея под 12 номером

Епископ Моисей — епископ Русской православной церкви,
епископ Тверской и Кашинский.

## Биография
Был архимандритом Тверского Успенского Отроча монастыря.
28 января 1453 года хиротонисан во епископа Тверского. О деятельности его в епархии ничего не известно.
Епископ Моисей не принял участия в коллективных выступлениях русских епископов против признанного в Великом княжестве Литовском митрополита Григория Болгарина, поставленного в октябре 1458 года принявшим унию Константинопольским патриархом Григорием III Маммой. По-видимому, позиция епископа Моисея была обусловлена аналогичной (пролитовской) позицией тверского великого князя Бориса Александровича, после смерти которого, последовавшей 10 февраля 1461 года, епископ Моисей был лишён сана и отправлен в Отроч монастырь, где впоследствии скончался и был погребен.